# Вісті-Куранти
«Вісті-Куранти» («Вістові листи») — перша газета Московії, видавалась в Москві починаючи з 1621 р. для царя Михайла Федоровича і боярської думи і продовжувала видаватися аж до початку XVIII століття, поки в 1702 році не перетворилася на друковані відомості.
Газета була рукописною, написаною на вузьких аркушах склеєного паперу зверху донизу — стовпцем. Довжина таких стовпців тексту досягала деколи декількох метрів і нагадувала відомі нині папірусні сувої стародавніх єгиптян. Природно, що таке «видання» в декількох екземплярах було доступне лише обмеженому числу читачів.
Виходила газета впродовж вісімдесяти років під різними назвами: «Куранти», «Відомості», «Вістові листи», «Вісті». Остаточно упорядкував випуск «Курантів» в 1660—1670 роках боярин Посольського наказу А. Ордин-Нащокін.